# جاك موران
جاك موران (بالإنجليزية: Jack Moran)‏ (9 فبراير 1906 بويغان في المملكة المتحدة - 12 أكتوبر 1959 في المملكة المتحدة) هو لاعب كرة قدم بريطاني (وحمل سابقاً جنسية المملكة المتحدة لبريطانيا العظمى وأيرلندا) في مركز الهجوم. لعب مع توتنهام هوتسبير ونادي واتفورد وWigan Borough F.C. ‏ ونادي مانسفيلد تاون.